# Porotrichodendron gracile
Porotrichodendron gracile là một loài Rêu trong họ Lembophyllaceae. Loài này được Herzog mô tả khoa học đầu tiên năm 1916.